# Синагур
Синагур (осет. Синагур, груз. სინაგური, Синагури) — село в Закавказье, расположено в Дзауском районе Южной Осетии, фактически контролирующей его; согласно юрисдикции Грузии — в Сачхерском муниципалитете края Имеретия.
Центр Синагурской сельской администрации в РЮО.
Село находится на крайнем западе Дзауского района Южной Осетии, к северо-востоку от села Переви (Переу) и к северу от сёл Нижний Карзман и Верхний Карзман.

## Население
Село населено в основном грузинами, а также осетинами. По переписи 2015 года в селе проживало 143 жителя.

## История
Синагур в переводе с осетинского Цин-агур значит «в поиске радости».
По возвращении в эти края осетин после 1922 года Синагур стал смешанным осетино-грузинским.
В последние годы Советской власти село не ремонтировалось, вся инфраструктура обветшала. В 2013 году впервые за 30 лет отремонтирована автомобильная дорога, связывающая село с остальными районами республики. Летом 2014 года с официальным рабочим визитом село Синагур посетил президент Леонид Тибилов.

## Осетинские фамилии в Синагуре
- Багаевы,
- Бестаевы,
- Гагиевы,
- Джихаевы,
- Джиоевы,
- Джусоевы,
- Тедеевы,
- Качмазовы

## Инфраструктура
- Здание администрации,
- Средняя школа,
- Сельская больница,
- Почта,
- Автобусный маршрут «Синагур-Дзау-Цхинвал», а также «Синагур-Квайса» и «Синагур-Большой Переви».

## Пункт пропуска через границу
На 2016 год в Синагуре действует одно из четырёх мест пересечения грузино-южноосетинской границы, но пропускает только местных жителей, состоящих в специальном списке. Граждане третьих стран через границу не пропускаются.

## Памятники
- Памятник Жертвам уничтоженного землетрясением села Хахет.

## Топографическая карта
Лист карты K-38-52 Джава. Масштаб: 1 : 100 000. Состояние местности на 1987 год. Издание 1989 г.